# Freycinetia lorifolia
Freycinetia lorifolia är en enhjärtbladig växtart som beskrevs av Ugolino Martelli. Freycinetia lorifolia ingår i släktet Freycinetia och familjen Pandanaceae.
Artens utbredningsområde är Nya Kaledonien. Inga underarter finns listade.